# East Village (San Diego)
 (mars 2023).
Si vous disposez d'ouvrages ou d'articles de référence ou si vous connaissez des sites web de qualité traitant du thème abordé ici, merci de compléter l'article en donnant les références utiles à sa vérifiabilité et en les liant à la section « Notes et références ».
Pour les articles homonymes, voir East Village.
East Village est un quartier du centre-ville de San Diego, en Californie.
Le stade PETCO Park et les hôtels Hilton San Diego Bayfront et Omni San Diego Hotel sont situés à East Village.